# Acción sindical

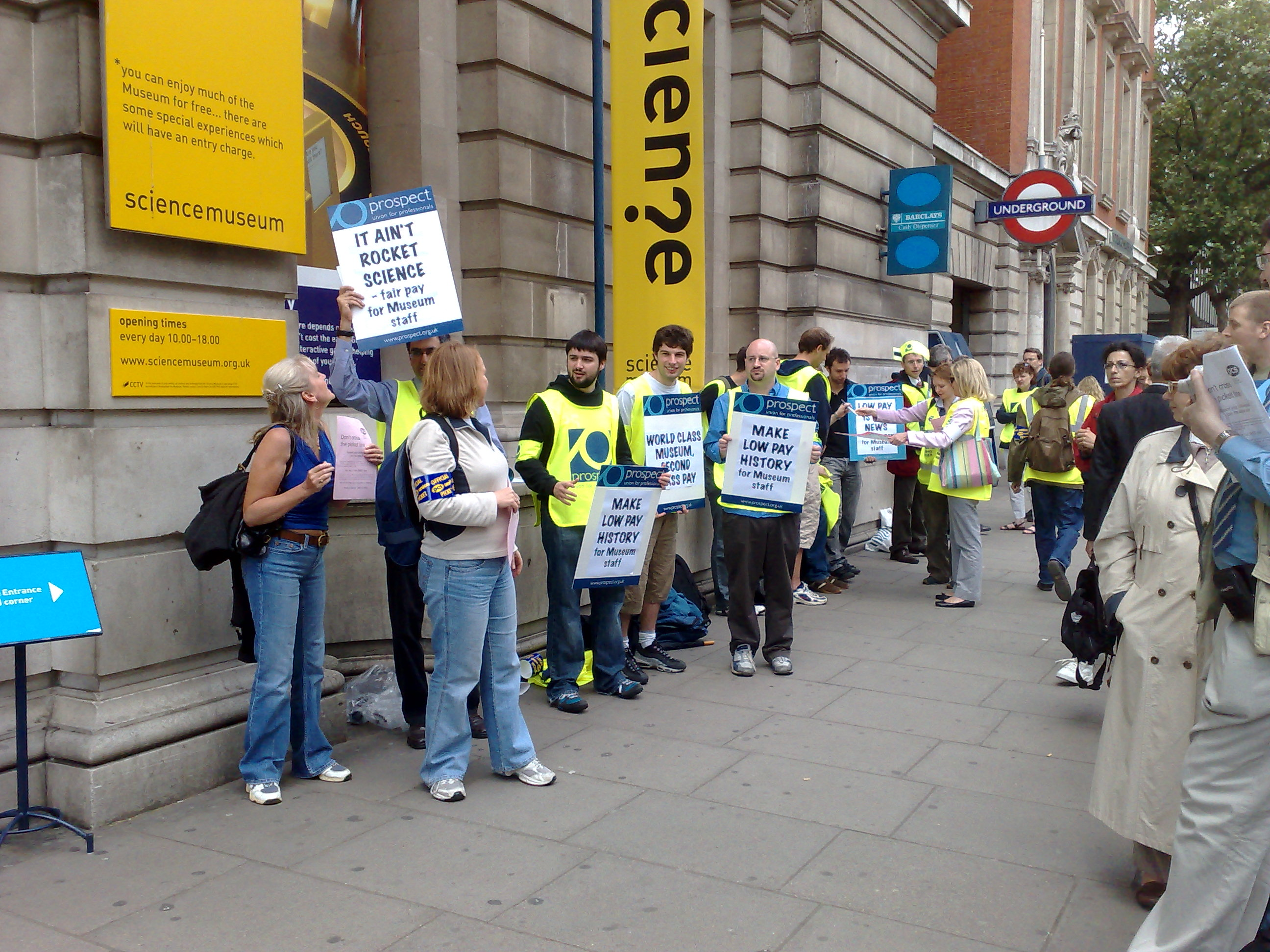
Empleados de un museo de ciencias efectúan medidas de presión en junio del 2008.

Se denomina acción sindical en forma genérica a cualquiera de las medidas, que lleva adelante un sindicato en defensa y mejora de los derechos de los trabajadores afiliados al sindicato.
Estas medidas se llevan a cabo muchas veces ante despidos o cesación de contratos y cuando no se alcanza un acuerdo entre el empleador y los trabajadores. A menudo se utiliza esta expresión como un eufemismo de huelga o huelga general, pero el alcance es mucho más grande. La acción sindical puede realizarse en el contexto de una disputa laboral o puede realizarse para promover un cambio político o social.

## Tipos de acción sindical
- Huelga
- Ocupación de fábrica
- Trabajo a reglamento (o Huelga de celo)
- Huelga general
- Trabajo con quite de colaboración
- Rechazo a realizar horas extras